# 建陵 (南梁)
建陵是中国南北朝时梁文帝萧顺之的陵墓。
萧顺之的儿子萧衍建立梁朝，史称南梁，萧衍追尊父亲萧顺之为太祖文皇帝，墓地改为建陵。建陵位于江苏省丹阳市城东荆林镇三城巷东北方，齐明帝萧鸾興安陵神道石刻向北约60米处，现存石麒麟、天禄各一，石柱二，石碑座二，石台基二。石柱北为正书顺读，南为反书逆读，其文隶书“太祖文皇帝之神道”。前人曾经以为此陵为宋文帝刘义隆的长宁陵。

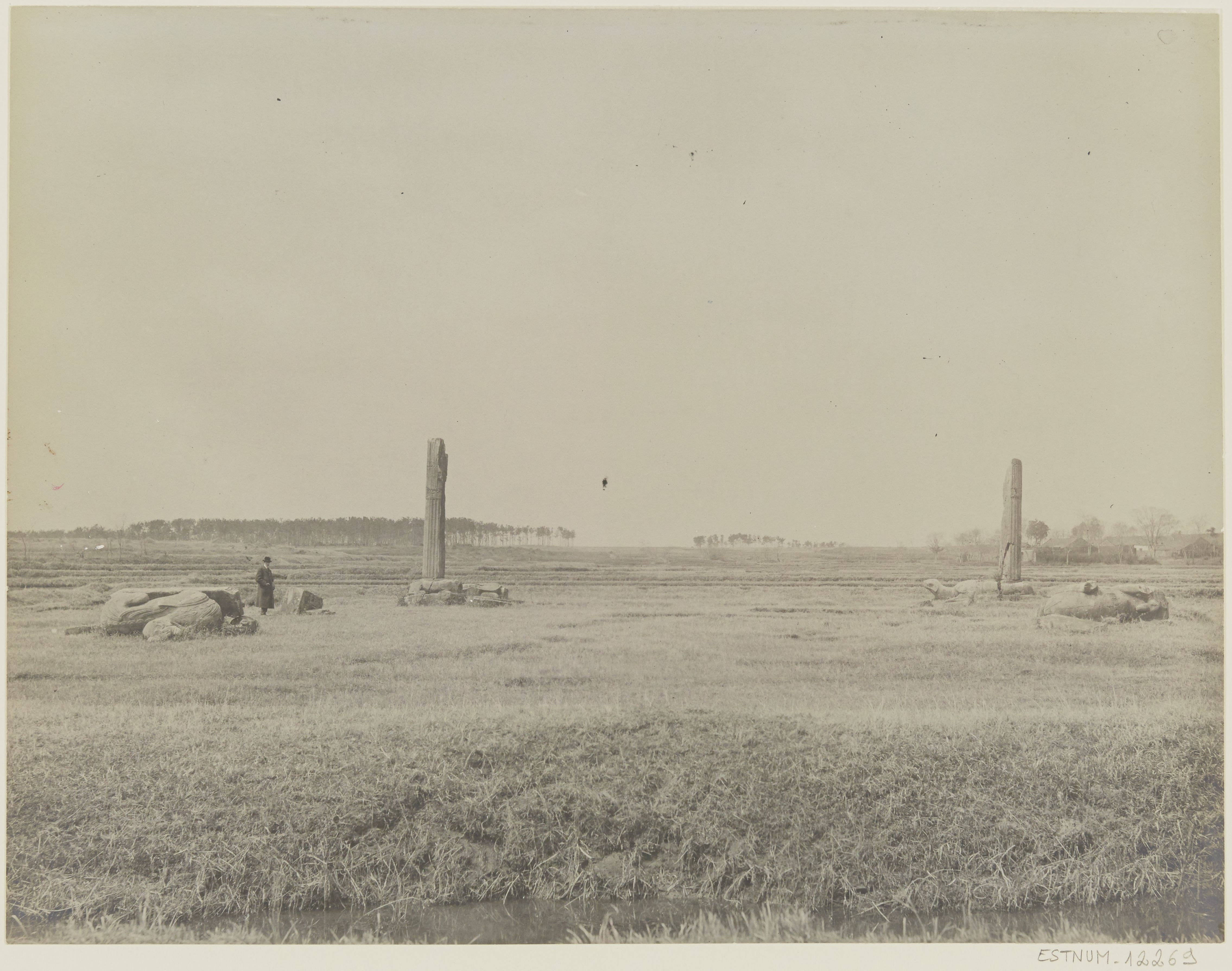
法国人谢阁兰摄于1917年
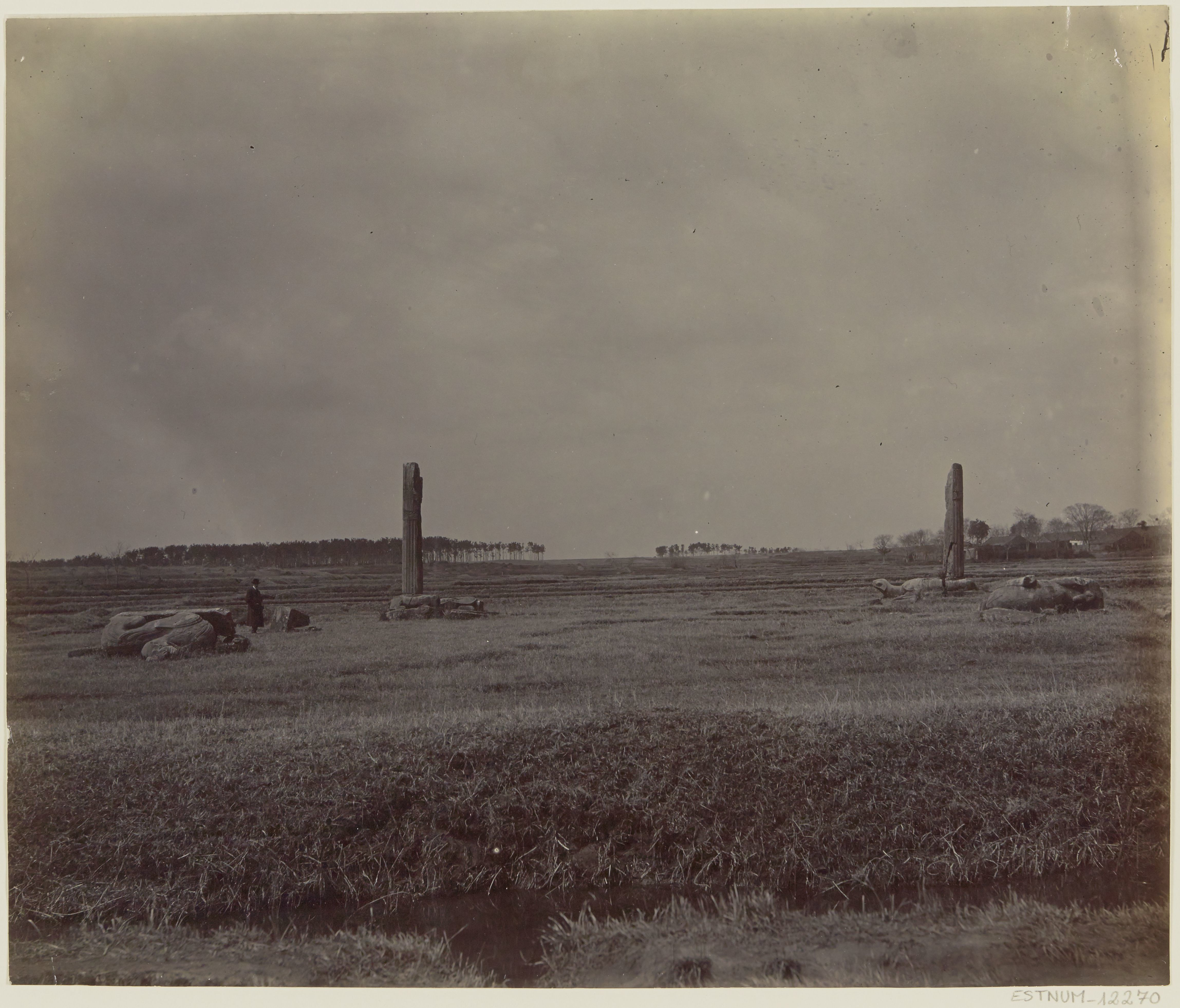
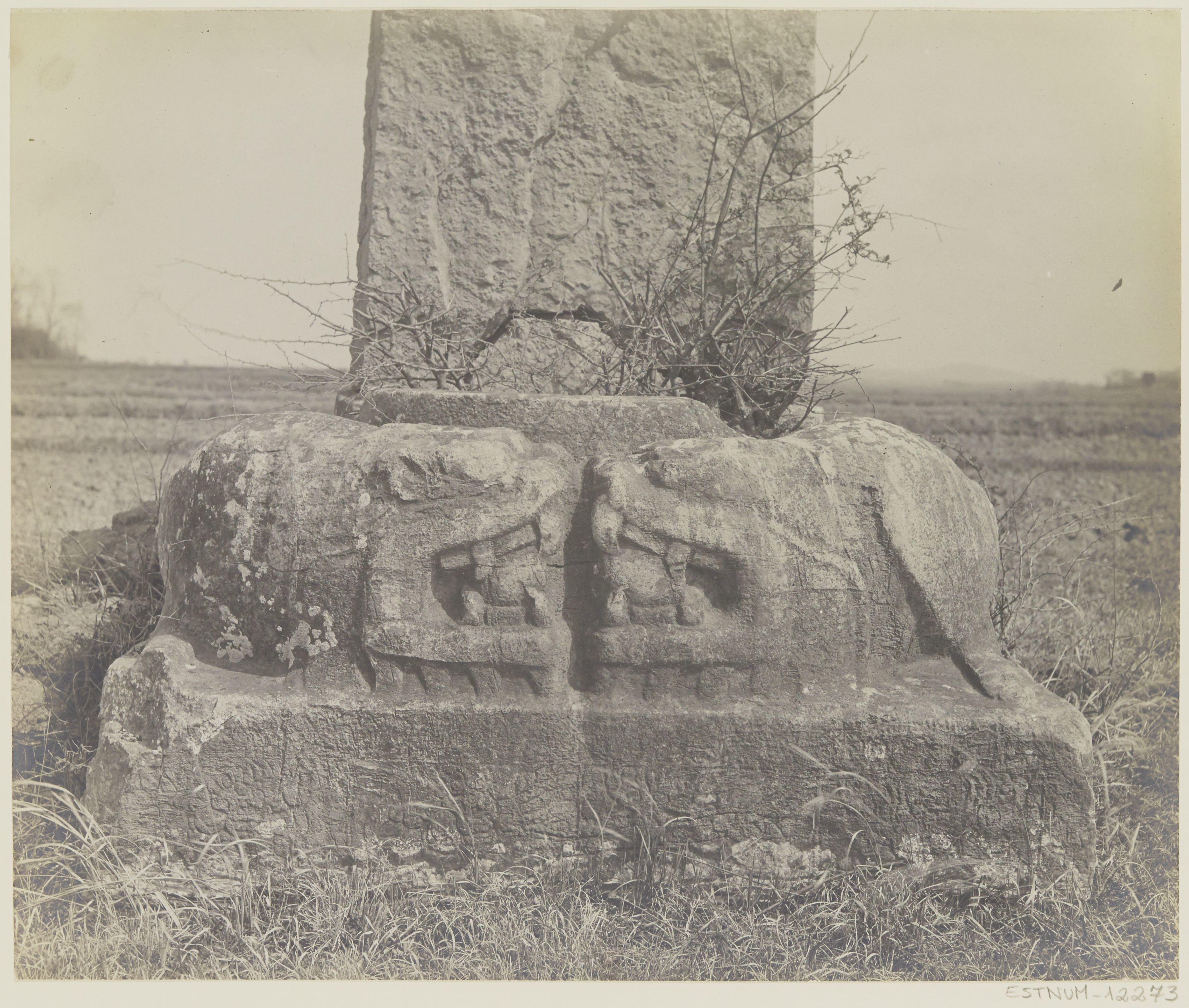
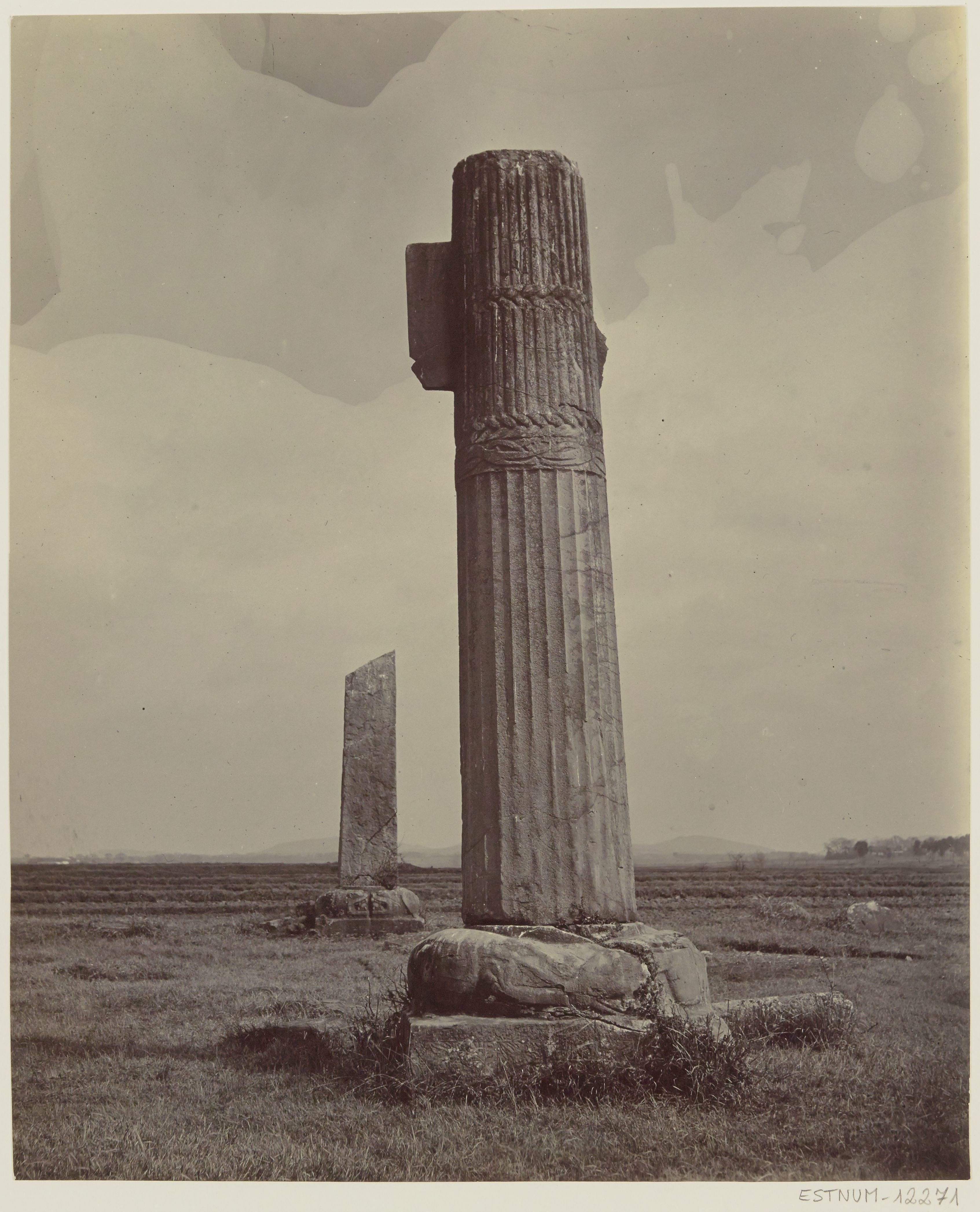
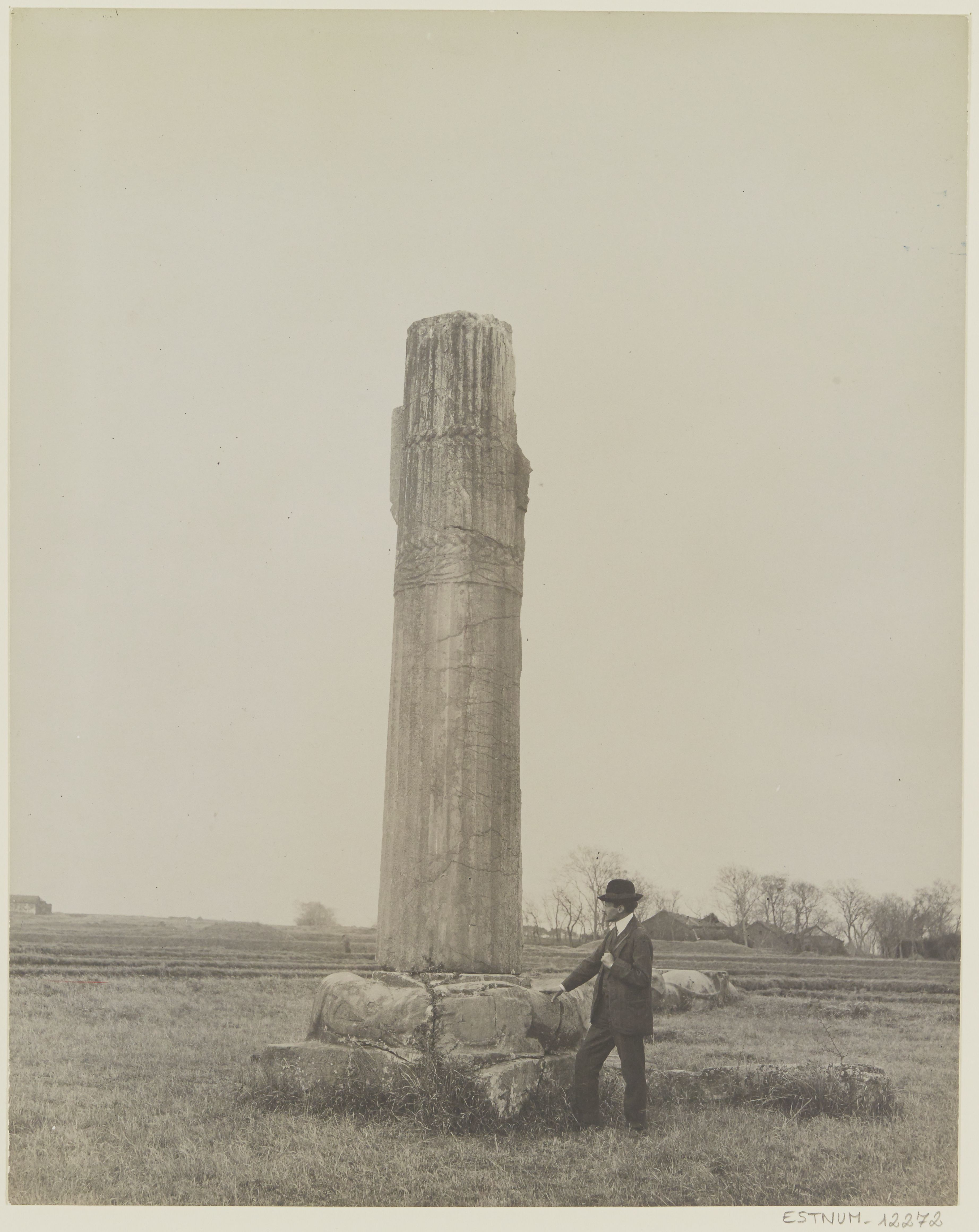
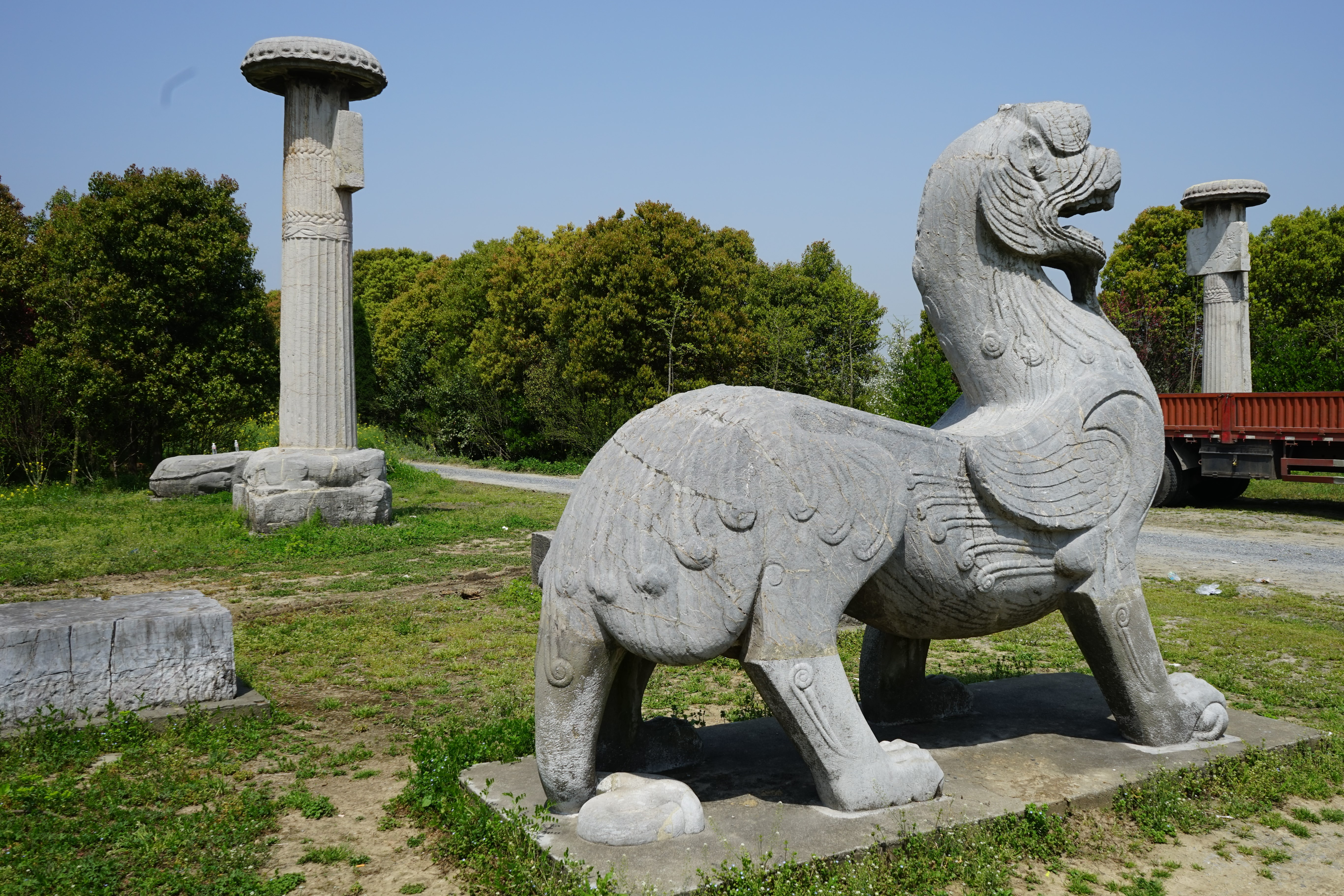
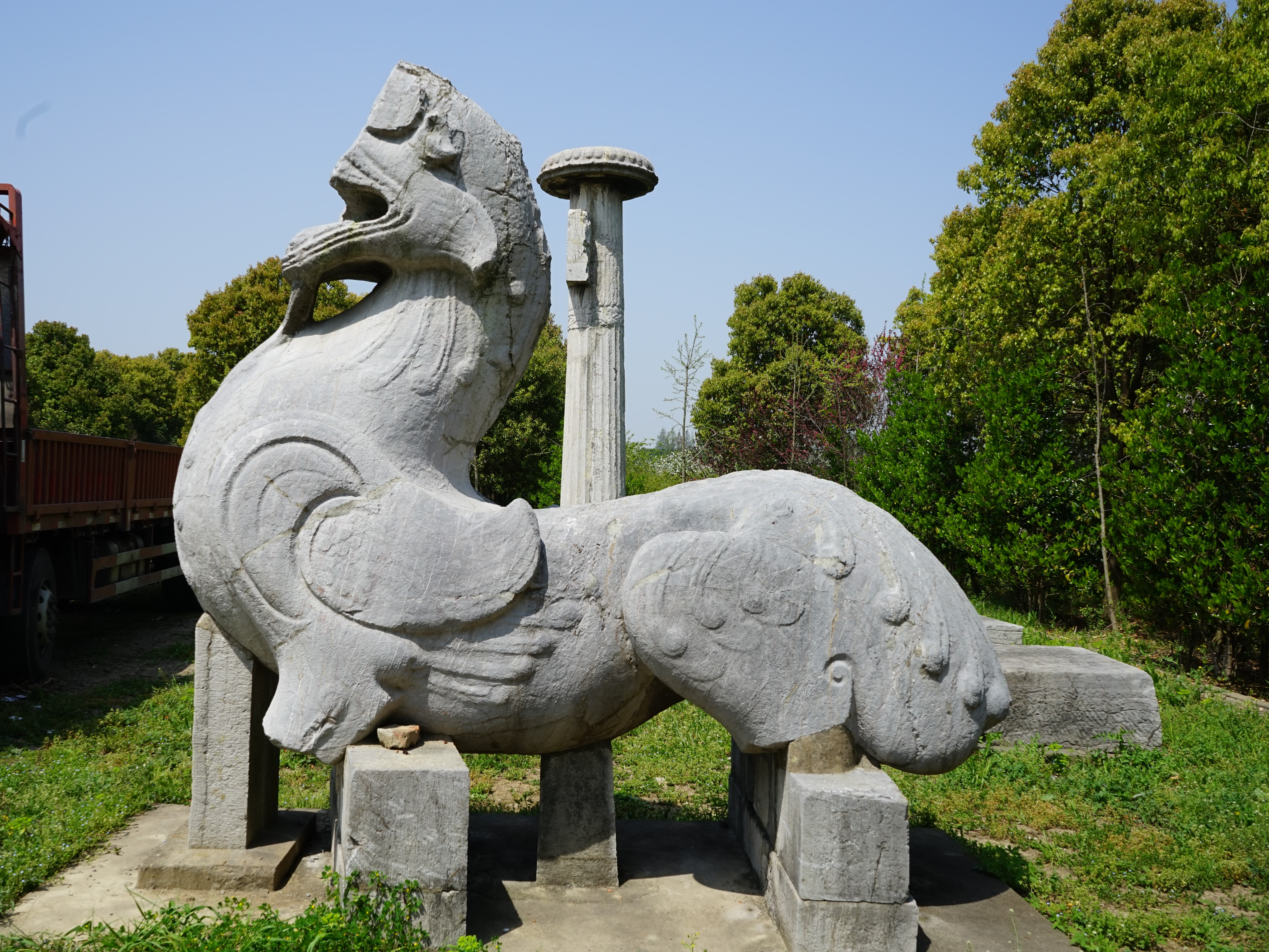
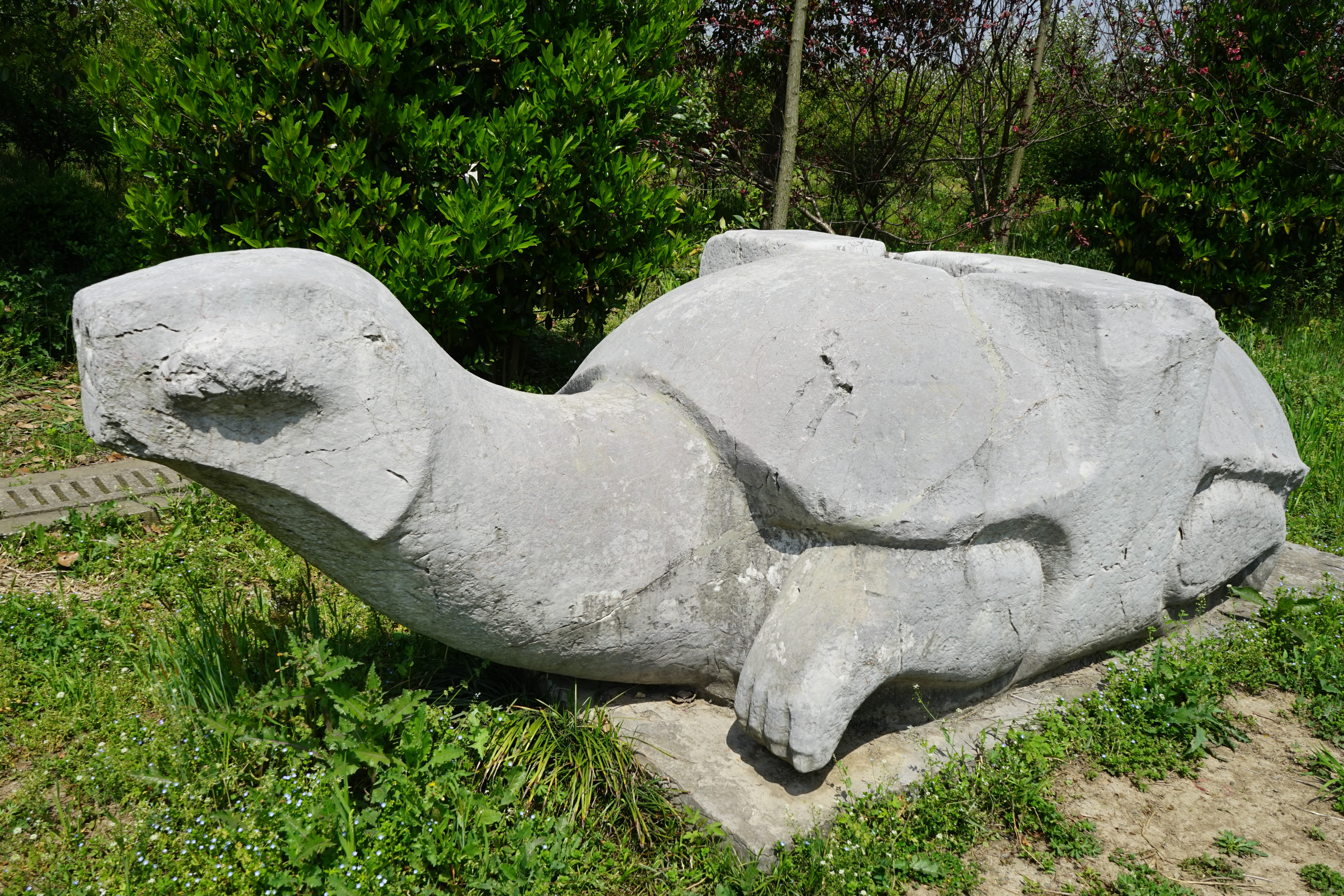
石龟趺
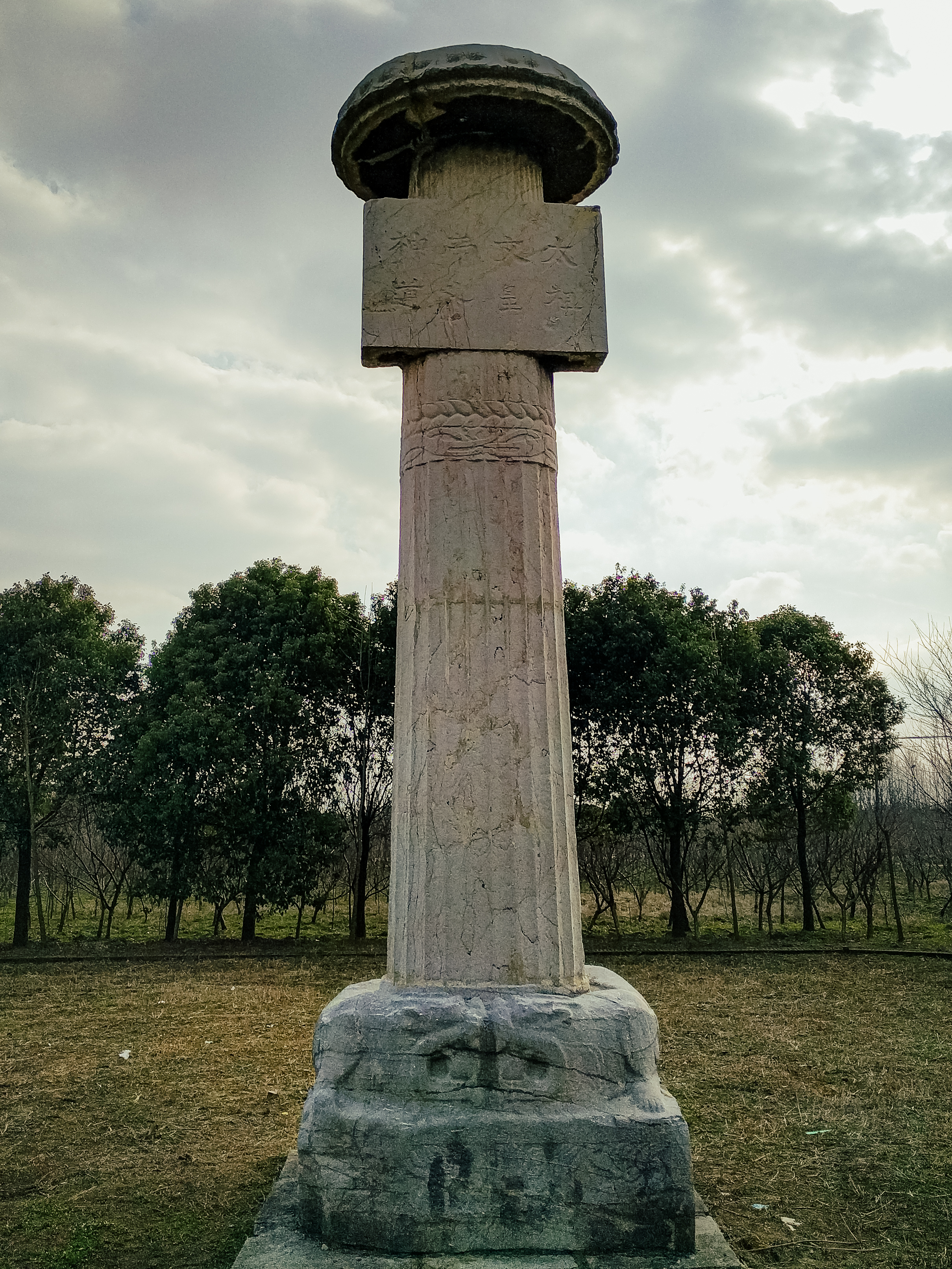
石柱之一，顶端刻有“太祖文皇帝之神道”
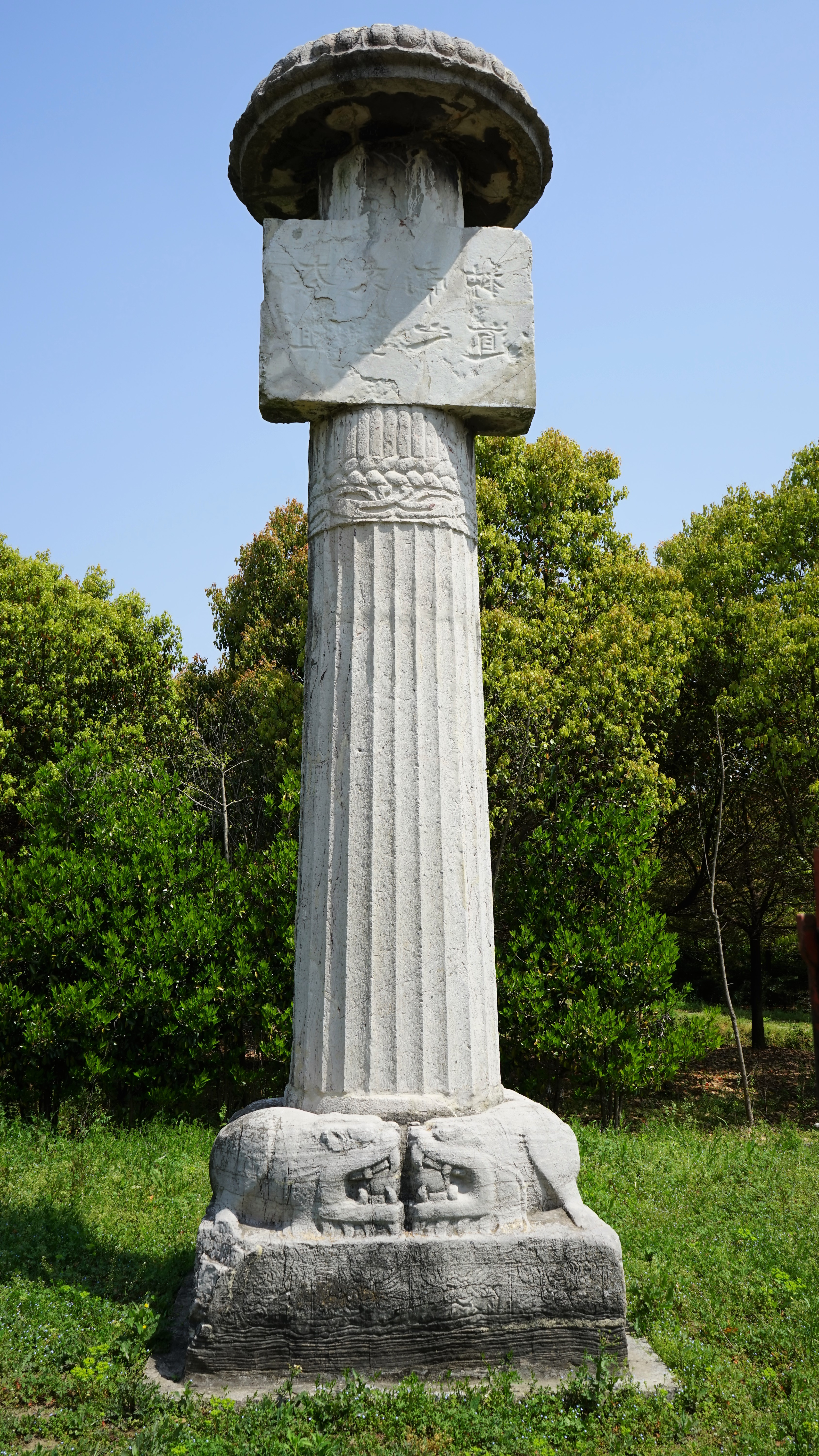
石柱之二
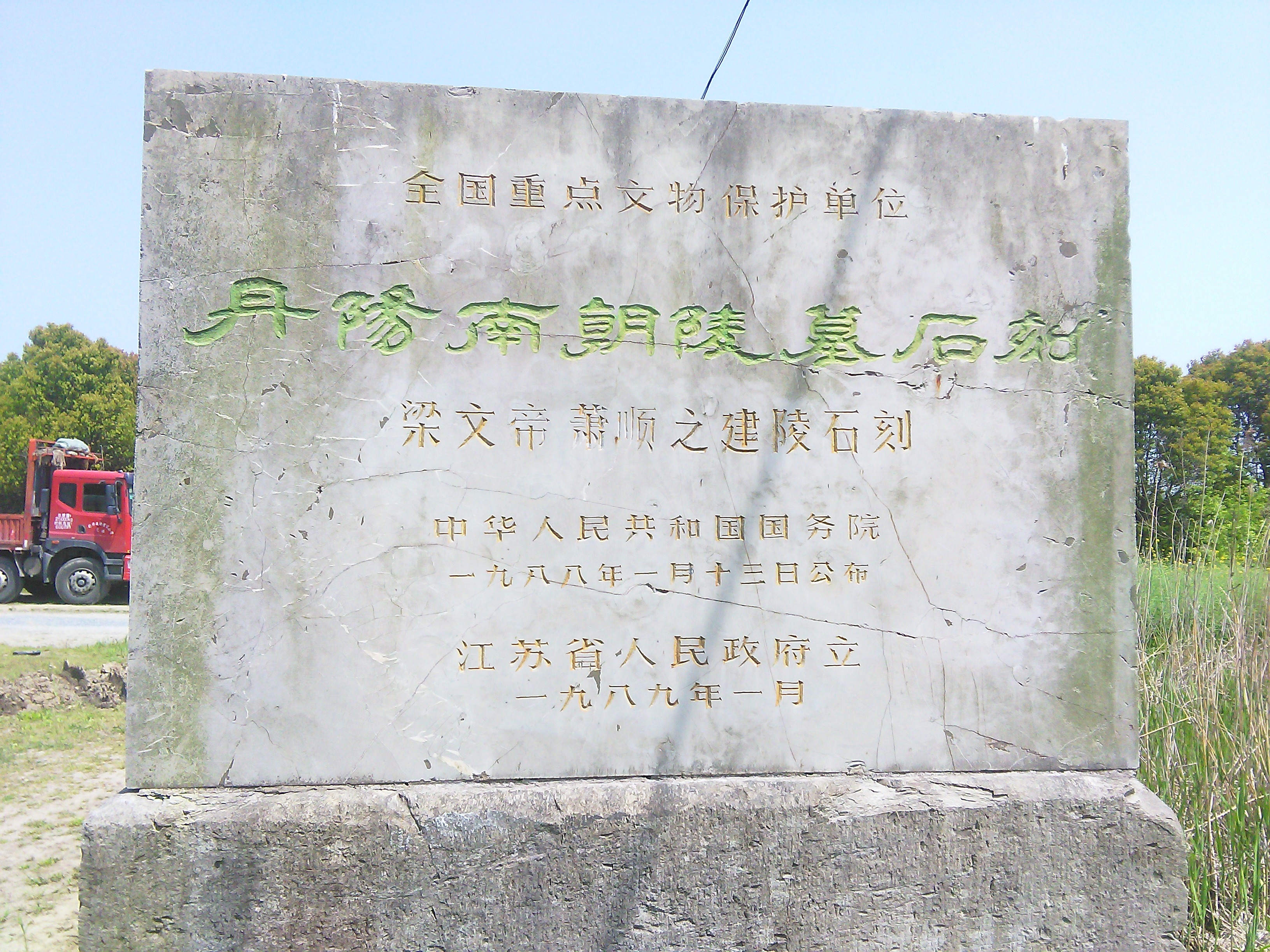
国保碑